# Liste des préfets de l'Aude

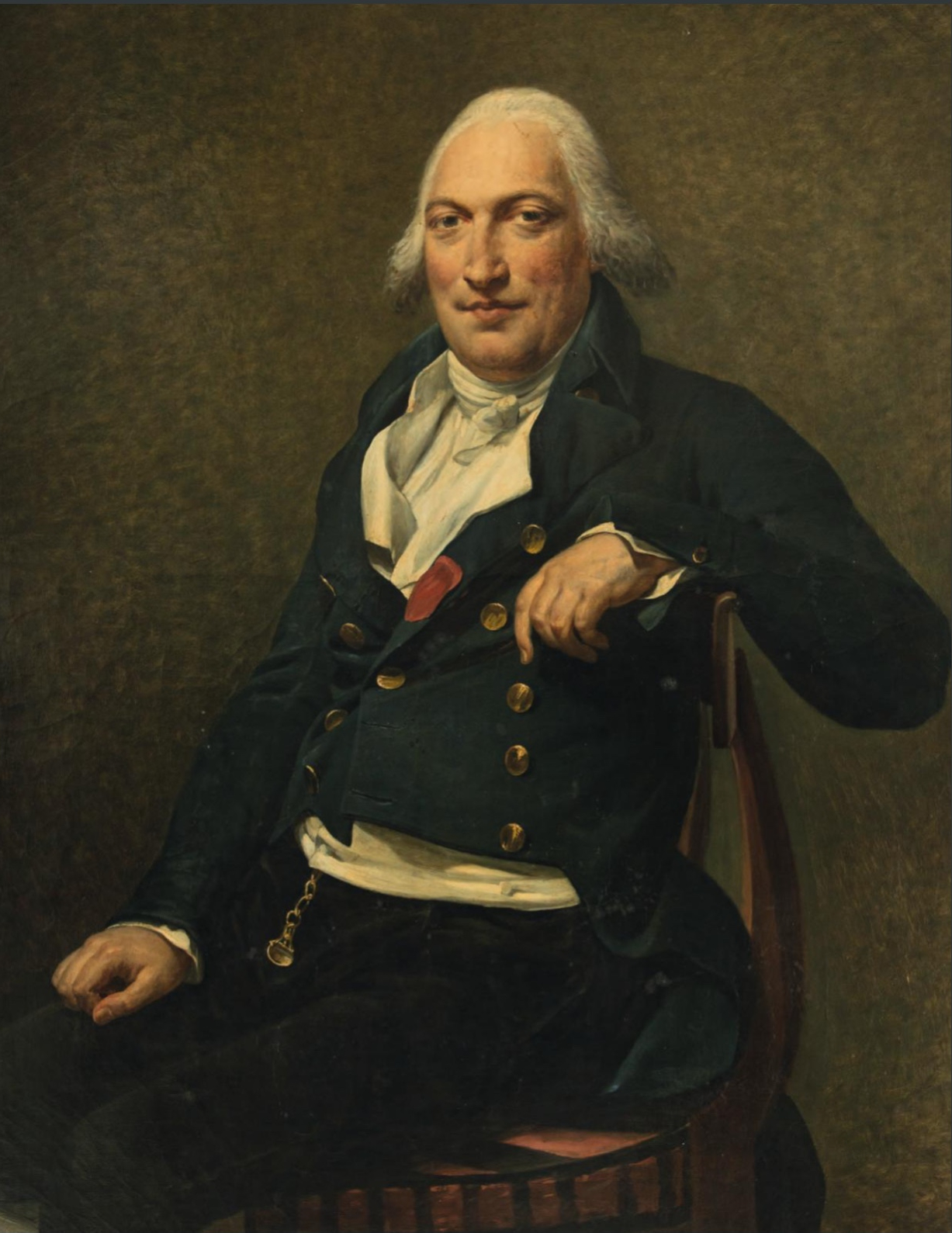
Claude-Ignace Brugière de Barante (1745-1814) premier préfet de l'Aude de 1800 à 1802.

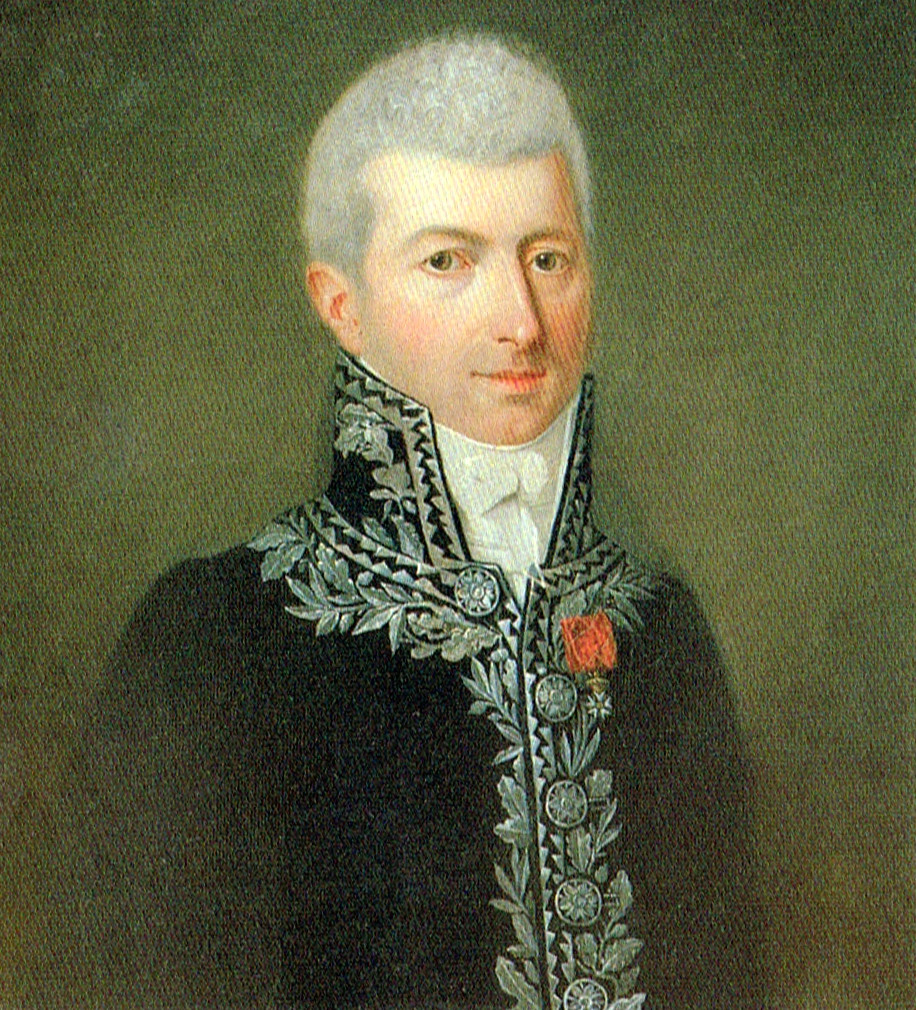
Claude-Joseph Trouvé (1768-1860), préfet de l'Aude de 1803 à 1815.

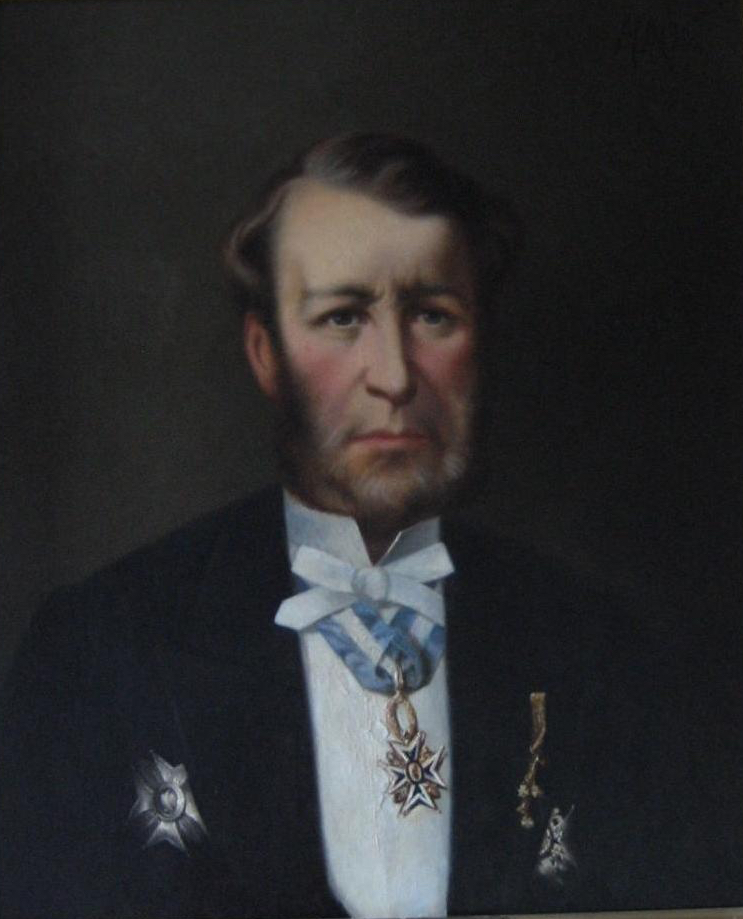
Henri Charles Roulleaux Dugage (1802-1870), préfet de l'Aude de 1837 à 1840.

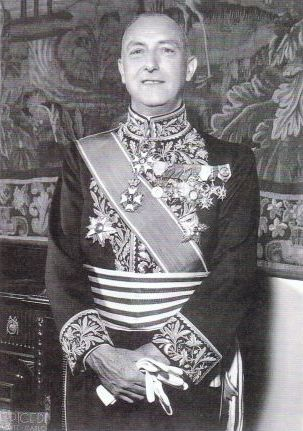
Pierre Voizard (1896-1982) préfet de l'Aude de 1936 à 1939. Sous-préfet de Narbonne (1932-1936).

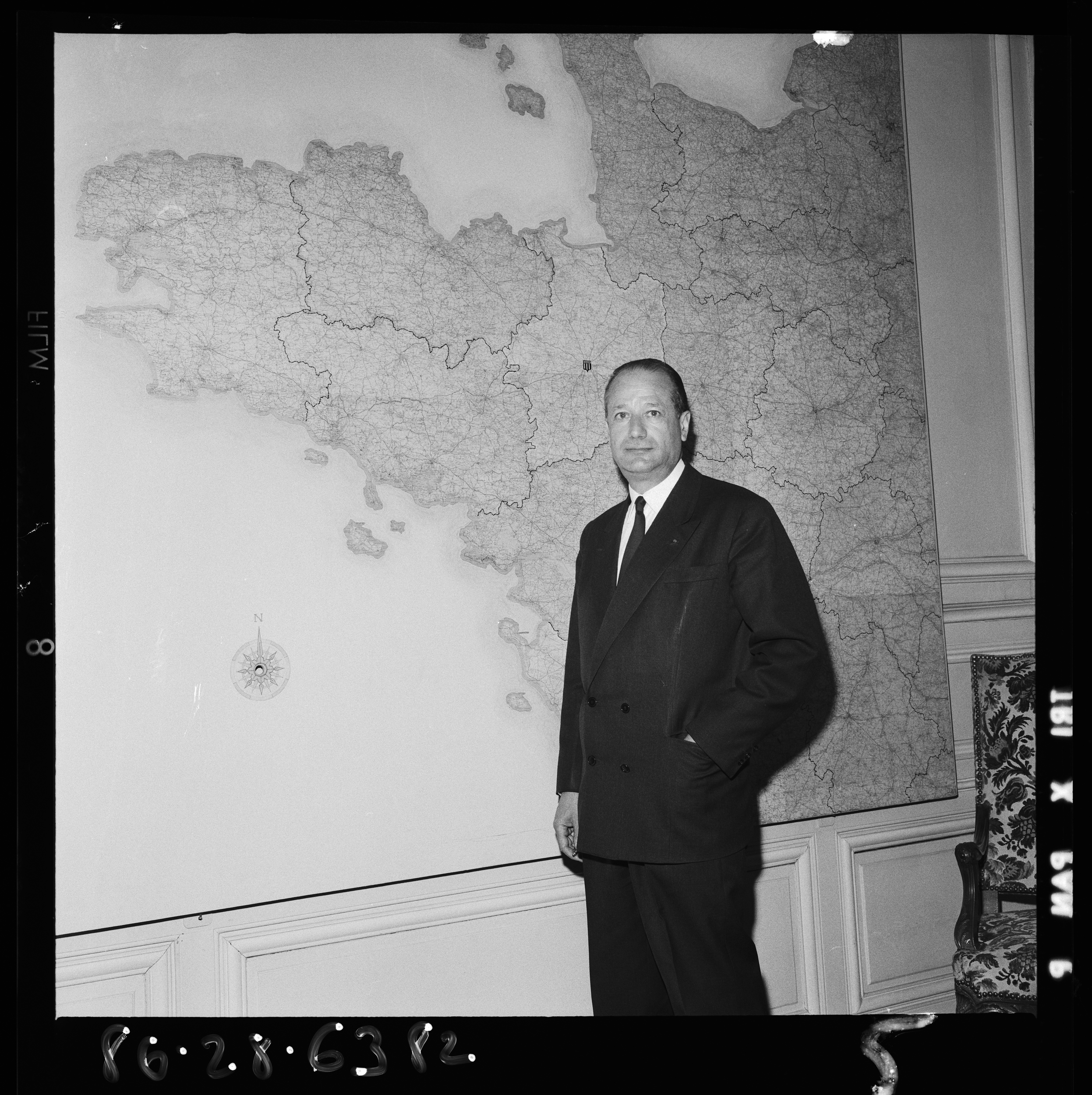
Jacques Pelissier (1917-2008), préfet de l'Aude de 1960 à 1964.

Liste des préfets de l'Aude depuis la création du département. Le siège de la préfecture est à Carcassonne.

## Liste des préfets

### Premier Empire, Premier Restauration et Cent-Jours (1800-1815)
| Période                            | Période                            | Identité                                      | Fonction précédente                                                                  | Observation                                                                         |
| ---------------------------------- | ---------------------------------- | --------------------------------------------- | ------------------------------------------------------------------------------------ | ----------------------------------------------------------------------------------- |
| 11 ventôse an VIII 2 mars 1800     | 19 frimaire an XI 10 décembre 1802 | Claude-Ignace Brugière de Barante             | Trésorier général de France                                                          | Nommé préfet du Léman                                                               |
| 19 frimaire an XI 10 décembre 1802 | 3 messidor an XI 22 juin 1803      | Jean Dominique Leroy                          | Membre du Tribunat                                                                   | Père d'Armand Jacques Leroy de Saint-Arnaud, maréchal de France.                    |
| 3 messidor an XI 22 juin 1803      | 6 avril 1815                       | Claude-Joseph Trouvé                          | Membre du Tribunat, Ministre plénipotentiaire à Stuttgart Membre du corps législatif | Maître des requêtes au conseil d'État                                               |
| 6 avril 1815                       | 6 avril 1815                       | Marie Louis Henri d'Escorches de Sainte-Croix | Préfet de la Drôme destitué pendant les Cent-jours                                   | Non acceptant                                                                       |
| 6 avril 1815                       | 20 avril 1815                      | Claude-Joseph Trouvé                          |                                                                                      |                                                                                     |
| 20 avril 1815                      | 17 mai 1815                        | Claude-Philibert Barthelot de Rambuteau       | Préfet de l'Allier                                                                   | Sans suite Membre de la chambre des représentants (Loire) Préfet de Tarn-et-Garonne |
| 17 mai 1815                        | 28 juillet 1815                    | Sébastien Louis Saulnier                      | Préfet de Tarn-et-Garonne                                                            | Nommé préfet de la Mayenne                                                          |

### Seconde Restauration (1815-1830)
| Période            | Période            | Identité                            | Fonction précédente                                     | Observation                               |
| ------------------ | ------------------ | ----------------------------------- | ------------------------------------------------------- | ----------------------------------------- |
| 5 octobre 1816     | 24 février 1819    | Anne David Cromot de Fougy          | Maître des requêtes au conseil d'État                   | Conseiller d'État honoraire               |
| 24 février 1819    | 19 juillet 1820    | François Charles Luce Didelot       | Préfet de la Dordogne                                   | Nommé préfet de la Charente non acceptant |
| 19 juillet 1820    | 1er septembre 1824 | Joseph Jérôme Hilaire Angellier     | Préfet du Tarn                                          | Nommé préfet de la Corse en 1828          |
| 1er septembre 1824 | 18 juillet 1827    | Armand de la Bonninière de Beaumont | Sous-préfet de Vendôme, destitué pendant les Cent-Jours | Nommé préfet des Hautes-Alpes             |
| 18 juillet 1827    | 5 août 1830        | Louis Asselin                       | Préfet des Hautes-Alpes                                 |                                           |

### Monarchie de Juillet (1830-1848)
| Période           | Période           | Identité                       | Fonction précédente                       | Observation |
| ----------------- | ----------------- | ------------------------------ | ----------------------------------------- | --- |
| 19 août 1830      | 30 juillet 1832   | Benjamin Barthélémy Dejean     |                                           | Fils de Auguste Dejean, général d'Empire Nommé préfet du Puy-de-Dôme                                              |
| 30 juillet 1832   | 30 octobre 1832   | François Alexandre de Forget   | Sous-préfet de Soissons                   | Appelé à d'autres fonctions                                                                                       |
| 30 octobre 1832   | 3 février 1834    | Guillaume-Ferdinand Teissier   | Sous-préfet de Saint-Étienne              | Meurt en fonction. Il repose au cimetière Saint-Vincent de Carcassonne                                            |
| 12 février 1834   | 27 septembre 1834 | Gabriel Delessert              | Maire nommé de Passy                      | Nommé préfet d'Eure-et-Loir Pair de France en 1844 et réfugié en Angleterre à la chute de la monarchie de Juillet |
| 21 septembre 1834 | 21 octobre 1836   | Germain Boulé                  | Préfet de Tarn-et-Garonne                 | Nommé préfet du Finistère                                                                                         |
| 21 octobre 1836   | 23 juillet 1837   | Julien Legoux                  | Sous-préfet de Saint-Amand-Montrond       | Nommé préfet de la Haute-Loire                                                                                    |
| 23 juillet 1837   | 5 juin 1840       | Henri Charles Roulleaux Dugage | Préfet de l'Ardèche                       | Nommé préfet de la Nièvre                                                                                         |
| 5 juin 1840       | 23 novembre 1841  | Jean François Léon Saladin     | Préfet de la Drôme                        | Nomme préfet de l'Yonne                                                                                           |
| 23 novembre 1841  | 31 juillet 1847   | Jean Brian                     | Secrétaire général de la Seine-Inférieure | Nommé préfet de la Vienne Révoqué à la chute de la monarchie de Juillet                                           |
| 31 juillet 1847   | 7 mars 1848       | André Réal                     | Sous-préfet de Fontainebleau              | Révoqué à la chute de la monarchie de Juillet                                                                     |

### Deuxième République (1848-1851)
| Période          | Période          | Identité                  | Fonction précédente                           | Observation                                                             |
| ---------------- | ---------------- | ------------------------- | --------------------------------------------- | ----------------------------------------------------------------------- |
| 1848             | 1848             | Bernard Sarrans L'Égalité | Journaliste, écrivain                         | En tant que Commissaire du gouvernement. Représentant de l'Aude en 1848 |
| 31 octobre 1848  | 31 octobre 1848  | Charles Dupont-White      | Secrétaire général du ministère de la justice | Non acceptant                                                           |
| 14 novembre 1848 | 31 décembre 1848 | Pierre Vergers            | Préfet des Basses-Pyrénées                    | Démissionnaire                                                          |
| 7 janvier 1849   | 12 août 1853     | Louis Edmond Dugué        | Sous-préfet de Marmande                       | Nommé préfet de la Manche                                               |

### Second Empire (1851-1870)
| Période         | Période          | Identité                                         | Fonction précédente                                                        | Observation                                         |
| --------------- | ---------------- | ------------------------------------------------ | -------------------------------------------------------------------------- | --------------------------------------------------- |
| 30 juillet 1853 | 19 mai 1854      | Roland Rodolphe Gaston Paulze d'Ivoy de la Poype | Préfet de la Manche                                                        | En disponibilité Nommé préfet de la Vienne en 1856  |
| 19 mai 1854     | 11 juin 1860     | François Dabeaux de Rieutort                     | Membre de la commission consultative Maître des requêtes au conseil d'État | Député de l'Aude et préfet honoraire                |
| 5 juin 1860     | 16 octobre 1865  | Charles Lepic                                    | Sous-préfet de Saint-Denis (Seine-Saint-Denis)                             | Nommé préfet de la Charente-Inférieure              |
| 16 octobre 1865 | 12 mars 1868     | Jean Marie Magnien                               | Sous-préfet de Douai                                                       | Nommé préfet des Côtes-du-Nord et meurt en fonction |
| 12 mars 1868    | 4 septembre 1870 | François de Taffanel de la Jonquière             | Secrétaire général du Nord                                                 | Démissionnaire                                      |

### Troisième République (1870-1940)
| Période           | Période           | Identité                     | Fonction précédente                                                                      | Observation                                                                                            |
| ----------------- | ----------------- | ---------------------------- | ---------------------------------------------------------------------------------------- | --- |
| 8 septembre 1870  | 8 février 1871    | Théodore Raynal              | Sous-commissaire du gouvernement de Narbonne en 1848                                     | Démission pour être candidat aux élections                                                             |
| 11 mars 1871      | 7 août 1871       | Pierre Trinchan              | Commissaire du gouvernement de l'Aude pendant la Deuxième République                     | Préfet intérimaire                                                                                     |
| 24 janvier 1872   | 26 mai 1873       | Émile Lorois                 | Secrétaire général de la préfecture de la Haute-Garonne                                  | Nommé préfet de Loir-et-Cher                                                                           |
| 26 mai 1873       | 19 décembre 1873  | Stéphane Buchot              | Sous-préfet de Montluçon                                                                 | Nommé préfet des Ardennes                                                                              |
| 19 décembre 1873  | 13 avril 1876     | Martial Baile                | Sous-préfet de Bayonne                                                                   | Nommé préfet de la Drôme                                                                               |
| 13 avril 1876     | 24 mai 1876       | Joseph Firbach               | Sous-préfet de Béziers                                                                   | Nommé préfet de l'Ardèche                                                                              |
| 24 mai 1876       | 18 avril 1877     | Michel Le Roux de Lajonkaire | Préfet de la Corrèze démissionnaire en 1873                                              | Nommé préfet des Landes                                                                                |
| 18 avril 1877     | 9 mai 1877        | Léon Larnac                  | Préfet des Landes                                                                        | Sans suite. Devient Conseiller référendaire à la cour des comptes.                                     |
| 11 mai 1877       | 19 mai 1877       | Anatole-Charles Catusse      | Secrétaire général de la préfecture de la Loire                                          | Remplacé au bout d'une semaine, renommé en fin d'année                                                 |
| 19 mai 1877       | 18 décembre 1877  | Georges Bernard              | Sous-préfet de Mamers                                                                    | Nommé administrateur de la compagnie franco-algérienne, des chemins de fer d'Arzew à Aïn-Sefra         |
| 18 décembre 1877  | 3 septembre 1879  | Anatole-Charles Catusse      |                                                                                          | Nommé préfet de la Dordogne                                                                            |
| 3 septembre 1879  | 4 avril 1883      | Dominique-Henri Bossu,       | Sous-préfet d'Alès                                                                       | Nommé préfet de Tarn-et-Garonne                                                                        |
| 4 avril 1883      | 28 novembre 1885  | Louis Paysant                | Sous-préfet de Béziers                                                                   | Appelé à d'autres fonctions en tant que receveur percepteur de Paris 18e                               |
| 28 novembre 1885  | 11 novembre 1886  | Léon Barrabant               | Préfet de la Corse                                                                       | Nommé préfet de la Corrèze                                                                             |
| 11 novembre 1886  | 7 août 1887       | François Masclet             | Sous-préfet de Roanne                                                                    | Nommé préfet de Tarn-et-Garonne                                                                        |
| 7 août 1887       | 5 octobre 1888    | Antoine Eynac                | Préfet de Tarn-et-Garonne                                                                | Appelé à d'autres fonctions                                                                            |
| 5 octobre 1888    | 12 février 1890   | Théodore Viguie              | Sous-préfet de Verdun                                                                    | Nommé préfet de la Marne                                                                               |
| 12 février 1890   | 31 juillet 1894   | Dominique Beverini-Vico      | Préfet de l'Orne                                                                         | Nommé préfet de l'Hérault                                                                              |
| 31 juillet 1894   | 31 juillet 1894   | Léon Guérin                  | Secrétaire général de la préfecture du Nord                                              | Non installé. Nommé préfet de l'Allier                                                                 |
| 18 mars 1895      | 28 février 1896   | Paul Maitrot de Varenne      | Sous-préfet de Compiègne                                                                 | Nommé préfet d'Eure-et-Loir                                                                            |
| 28 février 1896   | 28 février 1896   | Félix Cauro                  | Secrétaire général de la préfecture de la Seine-Inférieure                               | Non installé. Nommé préfet de Tarn-et-Garonne                                                          |
| 5 mars 1896       | 23 mai 1896       | François Bougouin            | Préfet de Tarn-et-Garonne                                                                | Nommé préfet de la Haute-Marne                                                                         |
| 23 mai 1896       | 13 septembre 1897 | Gaston Dieny                 | Sous-préfet de Cherbourg                                                                 | Nommé préfet de Loir-et-Cher                                                                           |
| 13 septembre 1897 | 16 juillet 1898   | Jean Ronzier-Joly            | Sous-préfet de Narbonne                                                                  | En disponibilité, devient percepteur.                                                                  |
| 16 juillet 1898   | 24 septembre 1900 | Félix Regnault               | Sous-préfet de Langres                                                                   | Appelé sur sa demande à d'autres fonctions et préfet honoraire                                         |
| 24 septembre 1900 | 5 septembre 1904  | Pierre Marraud               | Sous-préfet de Saint-Quentin                                                             | Nommé préfet de la Manche                                                                              |
| 5 septembre 1904  | 30 juin 1906      | François Ramonet             | Préfet du Cantal                                                                         | Nommé préfet du Finistère                                                                              |
| 30 juin 1906      | 13 juillet 1907   | Jean Louis Aubanel           | Secrétaire général de la préfecture du Nord                                              | Nommé préfet des Deux-Sèvres                                                                           |
|                   |                   |                              |                                                                                          | |
| 13 janvier 1908   | 29 octobre 1912   | Théophile Cornu              | Sous-préfet de Béziers                                                                   | Nommé préfet des Côtes-du-Nord                                                                         |
| 28 octobre 1912   | 19 juin 1917      | Paul Second                  | Préfet du Lot                                                                            | Nommé préfet du Finistère                                                                              |
| 19 juin 1917      | 15 janvier 1920   | Joseph Zimmermann            | Chargé de l'administration du Territoire de Belfort pendant la mobilisation du titulaire | Appelé sur sa demande à d'autres fonctions Devient Trésorier-payeur-général de la Mayenne              |
| 15 janvier 1920   | 12 avril 1922     | Robert Mireur                | Secrétaire général de la préfecture de la Haute-Garonne pour la durée de la guerre       | Nommé préfet des Vosges                                                                                |
| 12 avril 1923     | 12 avril 1923     | René Fauconnier              | Sous-préfet de Bayonne pour la durée de la guerre                                        | À la disposition du président du conseil ministre des affaires étrangères, pour le service de la Syrie |
| 12 avril 1923     | 1er août 1926     | Georges Renard               | Sous-préfet de Narbonne                                                                  | Nommé directeur de cabinet du ministre de l'Intérieur, Albert Sarraut                                  |
| 1er août 1926     | 15 mai 1936       | Eugène Bougouin              | Secrétaire général de la préfecture de l'Hérault                                         | Nommé commissaire du gouvernement près la banque d'Indochine                                           |
| 16 mai 1936       | 6 juin 1939       | Pierre Voizard               | Sous-préfet de Narbonne, Directeur de cabinet du Ministre de l'intérieur Albert Sarraut  | Nommé préfet de Seine-et-Marne                                                                         |
| 6 juin 1939       | 17 septembre 1940 | André Sadon                  | Secrétaire général des Bouches-du-Rhône pour l'administration                            | Nommé préfet de la Nièvre                                                                              |

### Régime de Vichy sous l'Occupation (1940-1944)
| Période           | Période           | Identité           | Fonction précédente                                   | Observation                                                           |
| ----------------- | ----------------- | ------------------ | ----------------------------------------------------- | --------------------------------------------------------------------- |
| 17 septembre 1940 | 31 octobre 1941   | Paul Alapetite     | Secrétaire générale de la préfecture du Haut-Rhin     | Nommé conseiller de la préfecture de la Seine                         |
| 21 juin 1941      | 20 août 1942      | Jean Cabouat       | Préfet de la Creuse                                   | A la disposition de la direction générale du contrôle économique      |
| 20 août 1942      | 11 septembre 1943 | Marc Freund-Valade | Intendant de police de la région de Nice              | Nommé préfet de la Haute-Vienne et de la région de Limoges            |
| 11 septembre 1943 | 28 août 1944      | Émile Marchais     | A la disposition du Secrétaire général pour la police | Suspendu de ses fonctions par le commissaire de la République en 1944 |

### GPRFetQuatrième République(1944-1958)
| Période            | Période          | Identité            | Fonction précédente                                                                             | Observation |
| ------------------ | ---------------- | ------------------- | ----------------------------------------------------------------------------------------------- | --- |
| 16 septembre 1944, | 21 août 1945     | Pierre Augé         | Consul général à Istanbul, annulé en 1941.                                                      | Désigné à titre provisoire par le commissaire de la République de la région de Montpellier Préfet délégué dans ses fonctions Mise à la disposition du Ministre de l'Intérieur |
| 5 septembre 1945   | 7 mai 1946       | Max Martin          | Secrétaire général de la préfecture de l'Hérault avant la guerre (1936-1940). En disponibilité. | Réintégré et reclassé préfet de l'Aude. Nommé préfet du Calvados délégué dans les fonctions                                                                                   |
| 7 mai 1946         | 19 novembre 1947 | Serge Baret         | Préfet des Bouches-du-Rhône délégué dans les fonctions                                          | Nommé préfet de la Dordogne |
| 19 novembre 1947   | 29 janvier 1953  | Maurice Picard      | Préfet des Ardennes                                                                             | Nommé préfet de Lot-et-Garonne |
| 29 janvier 1953    | 23 juillet 1956  | Jean-Pierre Abeille | Préfet de la Savoie                                                                             | Nommé préfet de la Charente |
| 23 juillet 1956    | 1er mars 1958    | Marcel Blanchard    | Directeur de cabinet du Ministre chargé de la Recherche et des Technologies, Georges Guille     | Nommé préfet de l'Ain |

### Cinquième République(Depuis 1958)
| Période           | Période          | Identité                      | Fonction précédente                                                                                   | Observation |
| ----------------- | ---------------- | ----------------------------- | --- | --- |
| 11 mars 1958      | 11 février       | Vitalis Cros                  | Chef de cabinet du Secrétaire d'état à l'Industrie et au Commerce, Arthur Conte.                      | Nommé préfet des Ardennes |
| 7 février 1959    | 6 septembre 1960 | Maurice Bonafous              | Préfet des Hautes-Alpes                                                                               | Nommé préfet hors cadre. Décès en 1961 |
| 6 septembre 1960  | 14 mars 1964     | Jacques Pélissier             | Directeur général de l'agriculture et des forêts de la délégation générale du gouvernement en Algérie | Nommé préfet de la région Languedoc-Roussillon et de l'Hérault, directeur de cabinet du premier ministre, Jacques Chirac (1974-1975), président de la SNCF (1975-1981) |
| 14 mars 1964      | 2 mai 1966       | Maurice Lambert               | Sous-préfet de Pontoise                                                                               | Nommé préfet de la Corse |
| 2 mai 1966        | 9 octobre 1969   | Marcel Dufay                  | Secrétaire général de la prefecture du Rhône                                                          | Nommé préfet de Loir-et-Cher |
| 9 octobre 1969    | 12 octobre 1971  | Louis Lalanne                 | Commissaire à la rénovation rurale pour l'Auvergne                                                    | Nommé préfet du Var |
| 12 octobre 1971   | 6 octobre 1972   | René Heckenroth               | Secrétaire général de la prefecture du Rhône                                                          | Nommé préfet délégué à la police auprès du préfet des Bouches-du-Rhône                                                                                                 |
| 14 octobre 1973   | 1er juillet 1974 | Jean Vassallo                 | Sous-préfet de Boulogne-sur-Mer                                                                       | Devient Trésorier-payeur-général de la Creuse |
| 13 juin 1974      | 25 mars 1976     | Charles Gosselin              | Directeur adjoint au Conseil économique et social                                                     | Nommé préfet d'Eure-et-Loir |
| 25 mars 1976      | 25 avril 1977    | Hubert Husson                 | Sous-préfet de Saint-Nazaire                                                                          | Nommé directeur de cabinet du Ministre de l'Agriculture, Christian Bonnet                                                                                              |
| 25 avril 1977     | 19 juin 1980     | Julien Vincent                | Préfet de l'Aveyron                                                                                   | Nommé préfet de la Marne |
| 19 juin 1980      | 16 juillet 1981  | Bernard Mailfait              | Sous-préfet de Boulogne-Billancourt                                                                   | Nommé préfet de la Haute-Loire |
| 16 juillet 1981   | 8 mars 1985      | Alfred Leroux                 | Sous-préfet d'Étampes                                                                                 | Nommé commissaire de la République de l'Allier |
| 8 mars 1985       |                  | Yves Mansillon                | Secrétaire général de la préfecture de la Haute-Garonne                                               | Nommé directeur de l'administration territoriale et des affaires politiques au ministère de l'intérieur                                                                |
| 14 mai 1986       | 1er octobre 1987 | Christian Pellerin            | Préfet hors cadre                                                                                     | Nommé commissaire de la République, préfet de l'Ardèche |
| octobre 1987      | 5 août 1988      | Pierre-Charles North          | Préfet de la Creuse                                                                                   | Meurt en fonction |
| 17 août 1988      | 24 avril 1991    | Michel Festy                  | Préfet de Tarn-et-Garonne                                                                             | Nommé préfet de l'Ain |
| 24 avril 1991     | 25 janvier 1993  | Victor Convert                | Préfet de Tarn-et-Garonne                                                                             | Nommé préfet du Cher |
| 25 janvier 1993   | 15 juillet 1994  | Didier Cultiaux               | Préfet du Territoire de Belfort                                                                       | Nommé haut-commissaire de la République en Nouvelle-Calédonie |
| 15 juillet 1994   | 15 juillet 1998  | Dominique Bellion (1948-2025) | Préfet de la Mayenne                                                                                  | Nommé préfet de la Martinique |
| 15 juillet 1998   | 6 janvier 2000   | Christian Decharrière         | Préfet hors cadre, directeur adjoint de l’Institut des Hautes Études de la Défense Nationale          | Nommé directeur central de la sécurité publique (ministère de l'intérieur)                                                                                             |
| 6 janvier 2000    | 1er août 2003    | Gérard Bougrier               | Préfet des Hautes-Pyrénées                                                                            | Nommé préfet hors cadre |
| 1er août 2003     | 21 avril 2006    | Jean-Claude Bastion           | Préfet des Hautes-Pyrénées                                                                            | Nommé préfet de la Drôme |
| 21 avril 2006     | 6 mars 2009      | Bernard Lemaire               | Conseiller du directeur général de la gendarmerie nationale                                           | Meurt en fonction |
| 25 mars 2009      | 16 février 2012  | Anne-Marie Charvet            | A disposition du secrétariat général de la présidence française de l'Union européenne                 | Nommé préfète hors cadre sur sa demande. Retraite |
| 16 février 2012   | 15 avril 2013    | Éric Freysselinard            | Préfet de la Haute-Saône                                                                              | Nommé directeur des stages de l'ENA |
| 15 avril 2013     | 10 juin 2015     | Louis Le Franc                | Préfet de la Haute-Corse                                                                              | Nommé préfet d'Indre-et-Loire |
| 10 juin 2015      | 13 mars 2017     | Jean-Marc Sabathé             | Préfet du Gers                                                                                        | Nommé préfet de la Manche |
| 20 mars 2017      | 26 août 2019     | Alain Thirion                 | Préfet de la Haute-Corse                                                                              | Nommé directeur général de la sécurité civile et de la gestion des crises (ministère de l'Intérieur)                                                                   |
| 9 octobre 2019    | février 2021     | Sophie Elizéon                | Préfète du Territoire de Belfort                                                                      | Nommée déléguée interministérielle à la lutte contre le racisme, l'antisémitisme et la haine anti-LGBT                                                                 |
| 8 mars 2021       | juillet 2023     | Thierry Bonnier               | Préfet de l'Indre                                                                                     | Nommé préfet des Pyrénées-Orientales |
| 11 septembre 2023 | En cours         | Christian Pouget              | Préfet de Saint-Pierre-et-Miquelon                                                                    | Nommé membre du Conseil supérieur de l'appui territorial et de l'évaluation                                                                                            |
| 25 août 2025      |                  | Alain Bucquet                 | Préfet des Ardennes                                                                                   | |